# زمان آغاز واک
در آواشناسی به فاصلهٔ زمانی میان رهش گرفت و آغاز لرزش تارآواها در همخوان‌های انفجاری، زمان آغاز واک گفته می‌شود.
زمان آغاز واک سرنخی جهت افتراق همخوان‌های بندشی واکدار و بی‌واک بوده و می‌تواند برای توصیف یا طبقه‌بندی طیفی از اختلالات رشدی، عصبی- حرکتی یا زبانی کاربرد داشته باشد. در زبان‌های مختلف می‌توان پیوستاری از زمان‌های آغاز واک را رسم کرد.

## مفهوم
بی‌واکی و واک‌داری به حالت ارتعاش تارآواها در اطراف چاکنای به هنگام تولید آوا اشاره می‌کند. دمیدگی و نادمیدگی هم به وجود یا عدم وجود دوره بی‌واکی، تاخیر و وقفه پیش از رهایی و آزادی هوا در اندام تولیدگر مربوط می‌گردد که دمیدگی نامیده می‌شود. ارتباط مابین یا نسبت بین زمان آغاز ارتعاش تارآواها و رهایی از انسداد و بی‌واکی نشان‌دهنده زمان آغاز واک می‌باشد.
برای مثال، در انفجاری‌های واک‌دار، تارآواها در مدت تولید آوا در حالت ارتعاش هستند. یعنی دوره بی‌واکی اصلاً در هنگام ارتعاش تارهای صوتی وجود ندارد. ولی در هنگام تولید انفجاری‌های نادمیده، تاخیری در انسداد و پیش از شروع دوره واکدار به وجود می‌آید. زمان تاخیر در دمیدگی دمیده‌های بی‌واک مانند p  به نسبت ارتعاش به مدت بیشتری می‌باشد.